# Damage Done
Damage Done (engl. für Schaden zugefügt) ist das sechste Album der schwedischen Melodic-Death-Metal-Band Dark Tranquillity. Das Album wurde am 20. August 2002 via Century Media veröffentlicht. Damage Done brachte der Band in Schweden und Deutschland die ersten Charteinstiege.

## Entstehungsgeschichte
Bereits in einem frühen Stadium des Songwritings stellte sich heraus, dass die neuen Lieder in puncto Intensität und Aggressivität wieder zurück zu den älteren Alben wie The Gallery oder The Mind’s I gehen. Deswegen verzichtete Sänger Mikael Stanne auf klaren Gesang. Die noch auf dem Vorgängeralbum Haven stark im Vordergrund stehenden elektronischen Elemente wurden wieder in den Hintergrund gemischt. Dafür sind die Gitarren auf diesem Album dominanter. Kurioserweise war Keyboarder Martin Brändström bei dieser Entscheidung federführend.
Aufgenommen wurde das Album zwischen Februar und März 2002 im Studio Fredman in Göteborg. Produziert wurde das Album von Frederik Nordström und Dark Tranquillity. Nordström spielte bei den Aufnahmen lediglich eine kleine Rolle. Die Band nahm die Lieder in seiner Abwesenheit auf. Erst später kehrte Nordström ins Studio zurück und mischte das Album ab. Das Mastering übernahm Göran Finnberg im „The Mastering Room“.
Für das Lied „Monochromatic Stains“ wurde ein Videoclip im Schwarz-weiß-Format gedreht. Das Video zeigt visuelle wie inhaltliche Zusammenhänge zum Film Das Cabinet des Dr. Caligari. Regie führte der Grieche Achilleas Gatsopoulos, der den Kurzfilm im Rahmen einer Seminararbeit während seines Studiums in London angefertigt hat.

## Versionen
Das Album wurde als CD und LP veröffentlicht. Eine limitierte Version im Digipak enthielt das Lied „I, Deception“ als Bonustrack sowie den Videoclip zu „Monochromatic Stains“. Heute wird das Album mit dem Bonustrack und dem Videoclip verkauft. Die japanische Version enthält als Bonustrack das Lied „The Poison Well“. Die LP-Version hat ein anderes Coverartwork. Beide Bilder wurden von Niklas Sundin und seiner Firma Cabin Fever Media entworfen. Das Albumcover der regulären CD ist ein Foto des Sängers Mikael Stanne, das während der Aufnahme des Albums im Studio von Niklas Sundin aufgenommen wurde. Stanne ist in einer knienden Position zu sehen und hält seine Arme an seinen Kopf. Nachdem die Band jahrelang wegen des Motivs gefragt wurde erläuterte Sänger Mikael Stanne im Oktober 2022 die Geschichte hinter dem Bild.

## Hintergrund
Für den Albumtitel gibt es laut Mikael Stanne zwei Gründe. Zum einen geht es um endgültige Entscheidungen, die Menschen manchmal im Leben treffen müssen.

„Es geht sehr oft im Leben darum, welchen Weg man einschlagen will. Wenn man sich erst einmal an einer dieser Kreuzungen entschieden hat, dann kann man meist nicht mehr zurück - damage done!“

Der zweite Grund lieferte der Prozess des Songwritings. Die Band wollte gute Songs machen und war daher ziemlich angespannt, als die Lieder geschrieben wurden. Als die Lieder standen war die Spannung verflogen. „The damage was done, auf zu neuen Taten“, erklärte Stanne.
Der Text des Liedes „Monochromatic Stains“ erzählt eine Verbrechergeschichte. Laut Stanne liefert der Titel des Liedes einen Hinweis darauf, wer der Täter in dieser Geschichte ist. Bei „Format C: for Cortex“ geht es um die Frage, wie Menschen andere Menschen beeinflussen. Um den Titel des Liedes gab es innerhalb Band lange Debatten und Ärger. „Cathode Ray Sunshine“ behandelt die Besessenheit mancher Menschen von elektronischen Geräten wie Fernsehen oder Computer. In „White Noise/Black Silence“ geht es um die komplette Loslösung von der Informationsflut moderner Massenmedien.

„einfach alleine seinen Weg zu gehen, sich nicht beeinflussen zu lassen und für sich selbst zu sprechen. Der Mensch sollte doch ein denkendes Individuum sein und nicht nur Konsument und willenloser Empfänger der Ideen und Meinungen der Außenwelt.“

Das abschließende Instrumental „Ex Nihilo“ entstand kurz vor dem Ende der Aufnahmen und enthält Riffs und Melodien, die nicht in die anderen Lieder gepasst haben. In einem Interview erklärte Stanne, dass er das Gefühl hatte, das Lied durch einen Text nicht weiter aufwerten zu können, so dass es bei einem Instrumental belassen wurde.

## Rezeption
Das deutsche Magazin Metal Hammer kürte Damage Done zum „Album des Monats“. Gunnar Sauermann beschrieb das Album als „einen lupenreinen, in vielen Facetten geschliffenen und feurigen Diamanten“ und vergab mit sieben Punkten die Höchstpunktzahl. „Metalgreg“ vom Onlinemagazin Metal.de beschrieb Damage Done als „Referenzalbum für den melodischen Death Metal anno 2002“ und vergab mit zehn Punkten die Höchstpunktzahl.

## Chartplatzierungen
| ChartsChartplatzierungen | Höchstplatzierung | Wochen |
| ------------------------ | ----------------- | ------ |
| Deutschland (GfK)        | 83 (1 Wo.)        | 1      |
| Schweden (GLF)           | 29 (4 Wo.)        | 4      |